# Sierra de Crevillente
La sierra de Crevillente es una formación montañosa situada en la provincia de Alicante (España). Junto con la sierra de Abanilla, forma una línea montañosa que marca el límite norte de la depresión del Bajo Segura.  
La sierra de Crevillente se extiende por los términos municipales de Crevillente, Hondón de las Nieves, Hondón de los Frailes, Albatera y Aspe. 

## Geología
Aunque ambas sierras pertenecen a la misma línea estructural, presentan diferencias significativas en cuanto a su morfología y composición litológica.
Desde el punto de vista geográfico, la sierra de Crevillente se encuentra al este del cerro de Montealto, que marca la separación entre las sierras de Crevillente y Abanilla. La sierra está compuesta principalmente por materiales calcáreos de las edades jurásica, cretácica y miocena, aunque en menor medida. Estos materiales calcáreos han dado lugar a importantes relieves y formas características en la sierra.
La sierra de Crevillente muestra una topografía montañosa con relieves calcáreos destacados. Su paisaje se caracteriza por la presencia de formaciones rocosas, crestas y barrancos. Estas características geomorfológicas son el resultado de procesos geológicos y erosivos que han modelado la sierra a lo largo del tiempo.
La diferencia en la composición litológica entre la sierra de Crevillente y la sierra de Abanilla es notable. Mientras que la primera está compuesta principalmente por materiales calcáreos, la segunda está formada por facies keuper que contienen bloques de diversas litologías, como ofitas, facies muschelkalk, areniscas y calcarenitas miocenas. Estas diferencias litológicas son responsables de las distintas formas del relieve entre ambas sierras.
La explicación de estas diferencias litológicas ha sido objeto de estudio e interpretación por parte de diversos expertos. Algunos autores han planteado que la sierra de Crevillente es un anticlinal que se soterra hacia el este y se estrecha y desaparece hacia el oeste, mientras que otros han sugerido que el cerro de Montealto, situado en el límite entre ambas sierras, es un fragmento de cobertera de una unidad subbética más interna.
La sierra de Crevillente presenta un valor geológico y paisajístico significativo. Sus formaciones calcáreas y relieves montañosos ofrecen un entorno natural único que atrae a visitantes y amantes de la naturaleza. Además, la sierra alberga una rica biodiversidad, con especies vegetales y animales adaptadas a este tipo de hábitat.

## Picos
| Pico                        | Altura (m) | Coordenadas                                   |
| --------------------------- | ---------- | --------------------------------------------- |
| La Vella                    | 836        | 38°16′40″N 0°51′31″O / 38.2779066, -0.8586096 |
| El Picacho (o San Cayetano) | 817        | 38°15′50″N 0°53′43″O / 38.2638471, -0.8952829 |
| San Yuri                    | 794        | 38°16′12″N 0°53′07″O / 38.2699912, -0.8851946 |
| El Puntal de Matamoros      | 792        | 38°17′08″N 0°50′21″O / 38.2854786, -0.8391822 |
| El Campanar                 | 701        | 38°16′19″N 0°51′11″O / 38.2718122, -0.8530455 |

## Flora
La vegetación arbórea es escasa con algunos pinos en la vertiente norte. Abunda el esparto, utilizado antiguamente en Crevillente para hacer esteras. Las partes bajas se han abancalado, cultivándose algarrobos, almendros y algunos frutales.

## Acontecimientos
Los restos arqueológicos hallados en el yacimiento de la Raya del Bubo y de la cueva del Xorret confirmarían la presencia de ocupaciones humanas primitivas durante el Paleolítico Superior.
Durante el siglo XIII, bajo dominio andalusí, se crea una red de qanats para abastecer de agua a la población de Crevillente. El elemento más visible en la actualidad de esta infraestructura es el acueducto de Els Pontets.
En el siglo XIX fue el centro de las correrías del bandolero Jaime el Barbudo.
El 14 de septiembre de 2008 a las 16:03 (CEST), tuvo lugar en la Sierra de Crevillente un terremoto de 3,5 grados en la escala Richter. El epicentro fue registrado en el término municipal de Hondón de los Frailes. Un mes después, el 18 de octubre de 2008, se produjo otro temblor similar de 2,4 grados.

El 23 de noviembre de 2016, se produjo un nuevo seísmo con epicentro al sureste de Hondón de los Frailes de 3,0 grados en la escala Richter que se dejó sentir en Elche y Crevillente.